# Deep Silver Dambuster Studios
Deep Silver Dambuster Studios (ook bekend als Dambuster Studios) is een Brits computerspelontwikkelaar gevestigd in Nottingham. Het bedrijf werd in 2014 opgericht als dochteronderneming van Koch Media onder het label van Deep Silver. In 2018 werd Koch Media overgenomen door THQ Nordic.

## Ontwikkelde spellen
| Release | Titel                     | Platform                                                                 |
| ------- | ------------------------- | ------------------------------------------------------------------------ |
| 2016    | Homefront: The Revolution | Linux, OS X, PlayStation 4, Windows, Xbox One                            |
| 2021    | Chorus                    | PlayStation 4, PlayStation 5, Stadia, Windows, Xbox One, Xbox Series X/S |
| 2023    | Dead Island 2             | PlayStation 4, PlayStation 5, Windows, Xbox One, Xbox Series X/S         |